# Sedum fui
Sedum fui är en fetbladsväxtart som beskrevs av Rowley. Sedum fui ingår i Fetknoppssläktet som ingår i familjen fetbladsväxter. Utöver nominatformen finns också underarten S. f. longisepalum.